# Артаферн (син Артаферна)
Артаферн ІІ — перський полководець, сатрап Лідії та Іонії; син сатрапа Лідії Артаферна І. Племінник Дарія I.

## Біографія
Артаферн брав участь у кількох військових кампаніях імперії Ахеменідів. Після невдалого походу на Елладу Мардонія в 492 р. до н. е. був призначений разом з Датісом керівником нового походу.
На початку похід складався вдало. Датіс і Артаферн завоювали Наксос та декілька інших островів, спалили місто Еретрію і висадилися біля Марафону. Однак для персів битва при Марафоні завершилася повною поразкою.
Після повернення в Азію Артафрен зберіг свій вплив. Під час походу Ксеркса I в Грецію, через 10 років після Марафонської битви, керував лідійцями та місійцями.